# Cypern i olympiska sommarspelen 2008
Cypern i olympiska sommarspelen 2008 bestod av 17 idrottare som blivit uttagna av Cyperns olympiska kommitté.

## Bågskytte
- Huvudartikel: Bågskytte vid olympiska sommarspelen 2008
- Damer

| Namn           | Gren         | Rankingrunda | Rankingrunda | 32-delsfinal            | 16-delsfinal     | 8-delsfinal      | Kvartsfinal      | Semifinal        | Final            | Final            |
| Namn           | Gren         | Poäng        | Seed         | Resultat                | Resultat         | Resultat         | Resultat         | Resultat         | Resultat         | Plats            |
| -------------- | ------------ | ------------ | ------------ | ----------------------- | ---------------- | ---------------- | ---------------- | ---------------- | ---------------- | ---------------- |
| Elena Mousikou | Individuellt | 589          | 56           | Nami Hayakawa (JPN) (9) | Gick inte vidare | Gick inte vidare | Gick inte vidare | Gick inte vidare | Gick inte vidare | Gick inte vidare |

## Friidrott
- Huvudartikel: Friidrott vid olympiska sommarspelen 2008

Förkortningar
- Noteringar – Placeringarna avser endast löparens eget heat
- Q = Kvalificerad till nästa omgång
- q = Kvalificerade sig till nästa omgång som den snabbaste idrottaren eller, i fältgrenarna, via placering utan att uppnå kvalgränsen.
- NR = Nationellt rekord
- N/A = Omgången ingick inte i grenen
- Bye = Idrottaren behövde inte delta i denna omgång

Herrar
Fältgrenar
| Idrottare        | Gren     | Kval    | Kval      | Final            | Final            |
| Idrottare        | Gren     | Distans | Placering | Distans          | Placering        |
| ---------------- | -------- | ------- | --------- | ---------------- | ---------------- |
| Kyriakos Ioannou | Höjdhopp | 2.25    | 18        | Gick inte vidare | Gick inte vidare |

Damer
Bana & landsväg
| Eleni Artymata    | 200 m | 23.58 | 4 Q | 23.77 | 7    | Gick inte vidare | Gick inte vidare | Gick inte vidare | Gick inte vidare |
| Alissa Kallinikou | 400 m | 52.40 | 5   | i.u.  | i.u. | Gick inte vidare | Gick inte vidare | Gick inte vidare | Gick inte vidare |

Fältgrenar
| Idrottare           | Gren          | Kval  | Kval      | Final            | Final            |
| Idrottare           | Gren          | Längd | Placering | Längd            | Placering        |
| ------------------- | ------------- | ----- | --------- | ---------------- | ---------------- |
| Anna Foitidou       | Stavhopp      | 4.00  | 34        | Gick inte vidare | Gick inte vidare |
| Paraskevi Theodorou | Släggkastning | 61.00 | 44        | Gick inte vidare | Gick inte vidare |
| Alexandra Tsisiou   | Spjutkastning | 53.24 | 45        | Gick inte vidare | Gick inte vidare |

## Segling
Herrar
| Seglare          | Gren  | Lopp | Lopp | Lopp | Lopp | Lopp | Lopp | Lopp | Lopp | Lopp | Lopp | Lopp | Summerad poäng | Finalplacering |
| Seglare          | Gren  | 1    | 2    | 3    | 4    | 5    | 6    | 7    | 8    | 9    | 10   | M*   | Summerad poäng | Finalplacering |
| ---------------- | ----- | ---- | ---- | ---- | ---- | ---- | ---- | ---- | ---- | ---- | ---- | ---- | -------------- | -------------- |
| Andreas Cariolou | RS:X  | 7    | 17   | 14   | 10   | 11   | 17   | 11   | 19   | 14   | 10   | EL   | 111            | 13             |
| Pavlos Kontides  | Laser | 8    | 7    | 24   | 14   | 5    | 12   | 14   | 29   | 35   | CAN  | EL   | 113            | 13             |

M = Medaljlopp; EL = Eliminerad – gick inte vidare till medaljloppet;
Damer
| Seglare                  | Gren | Lopp | Lopp | Lopp | Lopp | Lopp | Lopp | Lopp | Lopp | Lopp | Lopp | Lopp | Summerad poäng | Finalplacering |
| Seglare                  | Gren | 1    | 2    | 3    | 4    | 5    | 6    | 7    | 8    | 9    | 10   | M*   | Summerad poäng | Finalplacering |
| ------------------------ | ---- | ---- | ---- | ---- | ---- | ---- | ---- | ---- | ---- | ---- | ---- | ---- | -------------- | -------------- |
| Gavriella Chatzidamianou | RS:X | 19   | 22   | 23   | 22   | 15   | 23   | 25   | 22   | 20   | 16   | EL   | 182            | 21             |

M = Medaljlopp; EL = Eliminerad – gick inte vidare till medaljloppet;
Öppen
| Seglare            | Gren      | Lopp | Lopp | Lopp | Lopp | Lopp | Lopp | Lopp | Lopp | Lopp | Lopp | Lopp | Summerad poäng | Finalplacering |
| Seglare            | Gren      | 1    | 2    | 3    | 4    | 5    | 6    | 7    | 8    | 9    | 10   | M*   | Summerad poäng | Finalplacering |
| ------------------ | --------- | ---- | ---- | ---- | ---- | ---- | ---- | ---- | ---- | ---- | ---- | ---- | -------------- | -------------- |
| Haris Papadopoulos | Finnjolle | 13   | 18   | 21   | 11   | 24   | 11   | 17   | OCS  | CAN  | CAN  | EL   | 115            | 22             |

M = Medaljlopp; EL = Eliminerad – gick inte vidare till medaljloppet;

## Simning
- Huvudartikel: Simning vid olympiska sommarspelen 2008

## Skytte
- Huvudartikel: Skytte vid olympiska sommarspelen 2008

## Tyngdlyftning
- Huvudartikel: Tyngdlyftning vid olympiska sommarspelen 2008